# 한솔초등학교 (세종)
한솔초등학교는 대한민국 세종특별자치시가 교육기본법에 따라 설치한 초등학교이다.

## 학교 연혁
- 2012.09.01. 한솔초등학교 36학급으로 개교[3][4]
- 2012.12.17.◦진로교육 우수학교 선정
- 2013.05.01.◦세종행복배움터 특성화 학교 선정
- 2013.07.25.◦2013년 대한민국 행복학교 박람회 선정 및 우수학교
- 2013.11.01.◦급식우수학교 및 방과후학교 우수학교 선정
- 2014.05.01.◦발명우수학교 및 과학진흥우수학교 표창
- 2014.07.01.◦실천단계 교육과정 최우수학교 표창
- 2014.12.14.◦특성화사업 최우수학교 표창
- 2015.03.01.◦36학급 편성(특수학급 1학급)
- 2015.05.26.◦과학전람회 우수학교 표창
- 2015.09.01.◦제2대 박한열 교장 부임
- 2016.12.30.◦학부모 학교교육 참여 우수학교 표창
- 2017.02.14.◦제5회 졸업식(졸업생 총 812명)
- 2017.03.01.◦ 제3대 박옥순 교장 부임
- 2018.01.05.◦ 제6회 졸업식(졸업생 총 933명)
- 2018.03.01.◦ 37학급 편성(특수학급 1학급 포함)

## 참고 자료
- 한솔초등학교 - 한국교육학술정보원 학교알리미